# Gens Cesulena
La gens Cesulena (en latín: Caesulena) fue una familia romana de finales de la República. Es conocida por el orador Lucio Cesuleno, a quien Cicerón describe como un hombre vulgar, hábil para despertar sospechas sobre las personas y hacerlas pasar por criminales. Ya era un anciano cuando Cicerón lo escuchó.